# Karin Stevens
Karin Christiaan Ida Catharina Stevens (Maastricht, 11 juni 1989) is een Nederlands ex-voetballer die onder andere uitkwam voor Willem II, WD Lierse SK en het Nederlands elftal. Stevens werd in het eerste seizoen topscorer van de Eredivisie Vrouwen en scoorde zestien treffers in haar 35 interlands.

## Carrière

### Jeugd
Stevens speelde bij haar club SC Jekerdal in jongenselftallen. Ze deed dat zo goed dat ze in 2006 haar debuut maakte voor het Nederlands vrouwenvoetbalelftal. Tevens werd ze in dat jaar verkozen tot beste sporter van haar geboorteplaats Maastricht.

### Willem II
In 2007 kwam ze tot een akkoord met FC Twente om per seizoen 2007/08 uit te gaan komen in de nieuwe eredivisie voor vrouwen. De KNVB vond echter dat FC Twente daarmee te veel internationals kreeg en besloot dat Karin Stevens en Sanne Pluim niet voor de Enschedese club uit mochten komen. Stevens ging daarom in op een aanbieding om bij Willem II te gaan voetballen, wat tevens het eerste vrouwenelftal wordt waar Stevens in clubverband voor uitkomt.
In maart van 2008 prolongeerde ze haar titel van beste sporter van Maastricht. Ook werd ze topscoorder van de Eredivisie met twintig doelpunten uit evenzoveel wedstrijden.
In haar tweede seizoen bij Willem II weet Stevens weer veelvuldig het net te vinden. Tijdens de winterstop voert ze de topscorerslijst weer aan met tien doelpunten uit negen duels. Topscorer zal ze dat seizoen waarschijnlijk niet worden. Een zware schouderblessure waaraan ze aan geopereerd moet worden maakt het onwaarschijnlijk dat ze nog in actie zal komen. Stevens richt zich dan ook volledig op het EK 2009 in Finland.
Eind maart werd bekend dat er voor Stevens concrete belangstelling is van Brøndby IF en LdB FC Malmö. Stevens zal met beide clubs om de tafel gaan. "Belangrijk voor mij is dat alle randzaken goed geregeld zijn. Prioriteit heeft op dit moment echter het afronden van mijn opleiding Sport en Bewegen, waardoor ik diploma's op zak heb", aldus de aanvaller in Dagblad de Limburger.
Aan het eind van seizoen 2008/09 maakte Stevens haar rentree op het veld, waardoor ze op tijd fit was om mee te gaan met het EK. In het nieuwe seizoen sloeg het noodlot echter weer toe. Ze moet voor de 2e maal geopereerd worden aan haar schouder, die uit de kom is geraakt. Als gevolg hiervan mag ze tot medio mei 2010 niet voetballen.
In seizoen 2010/11 maakte Stevens haar rentree bij Willem II. Eerst middels invalbeurten, maar in haar derde wedstrijd mocht ze in de basisformatie startten. Ze scoorde in die wedstrijd het enige doelpunt namens de Tricolores tegen sc Heerenveen, die zelf driemaal scoorden. In totaal speelde Stevens 37 duels voor de club en scoorde daarin 32 doelpunten.

### Lierse SK
In januari 2011 verliet Stevens Willem II. Ze tekende een contract in België bij WD Lierse SK. In haar debuutwedstrijd tegen Merkem mocht Stevens 20 minuten voor tijd invallen en wist ze direct een doelpunt mee te pikken. Na een half jaar besloot ze echter om te gaan voor haar maatschappelijke carrière en zette een punt achter haar voetballoopbaan.

## Nederlands Elftal
Stevens debuteerde op 31 augustus 2006 voor het Nederlands elftal. In Londen verloor ze met 4-0 van Engeland. In de zomer van 2009 nam Stevens deel met het Nederlands elftal aan het EK. Ze speelde alle wedstrijden, scoorde eenmaal en bereikte uiteindelijk de halve finales met Nederland. Na het toernooi kreeg ze opnieuw last van haar schouder. Vooralsnog is Stevens sindsdien niet meer opgeroepen voor het nationale elftal.
| Interlandgoals | Interlandgoals    | Interlandgoals                                   | Interlandgoals | Interlandgoals | Interlandgoals | Interlandgoals       |
| -------------- | ----------------- | ------------------------------------------------ | -------------- | -------------- | -------------- | -------------------- |
|                |                   |                                                  |                |                |                |                      |
| Goal           | Datum             | Locatie                                          | Tegenstander   | Score          | Uitslag        | Competitie           |
| 1.             | 24 september 2006 | Oosterenkstadion, Zwolle, Nederland              | Hongarije      | 1–0            | 4–0            | WK-kwalificatie 2017 |
| 2.             | 24 september 2006 | Oosterenkstadion, Zwolle, Nederland              | Hongarije      | 2–0            | 4–0            | WK-kwalificatie 2017 |
| 3.             | 24 september 2006 | Oosterenkstadion, Zwolle, Nederland              | Hongarije      | 4–0            | 4–0            | WK-kwalificatie 2017 |
| 4.             | 22 november 2006  | Mitsubishi Forklift Stadion, Almere, Nederland   | Rusland        | 1–0            | 5–0            | Vriendschappelijk    |
| 5.             | 6 maart 2008      | Alpha Sports Center, Larnaca, Cyprus             | Japan          | 1–1            | 1–3            | Cyprus Cup 2008      |
| 6.             | 8 maart 2008      | Paralimni Stadium, Paralimni, Cyprus             | Schotland      | 1–0            | 1–0            | Cyprus Cup 2008      |
| 7.             | 7 mei 2008        | Univé Stadion, Emmen, Nederland                  | China          | 1–0            | 1–1            | Vriendschappelijk    |
| 8.             | 10 augustus 2008  | Caledonian Stadium, Pretoria, Zuid-Afrika        | Zuid-Afrika    | 2–1            | 2–1            | Vriendschappelijk    |
| 9.             | 27 september 2008 | Kras Stadion, Volendam, Nederland                | België         | 3–0            | 3–0            | EK-kwalificatie 2009 |
| 10.            | 25 oktober 2008   | Pabellón de la Ciudad del Fútbol, Madrid, Spanje | Spanje         | 1–0            | 2–0            | EK-kwalificatie 2009 |
| 11.            | 30 oktober 2008   | Kras Stadion, Volendam, Nederland                | Spanje         | 1–0            | 2–0            | EK-kwalificatie 2009 |
| 12.            | 30 oktober 2008   | Kras Stadion, Volendam, Nederland                | Spanje         | 2–0            | 2–0            | EK-kwalificatie 2009 |
| 13.            | 14 december 2008  | Stade Paul Cosyns, Compiègne, Frankrijk          | Frankrijk      | 1–0            | 2–0            | Vriendschappelijk    |
| 14.            | 11 juli 2009      | Olympisch Stadion, Amsterdam, Nederland          | Zwitserland    | 1–0            | 5–0            | Four Nations Cup     |
| 15.            | 15 juli 2009      | Olympisch Stadion, Amsterdam, Nederland          | China          | 1–1            | 2–4            | Four Nations Cup     |
| 16.            | 23 augustus 2009  | Veritas Stadion, Türkü, Finland                  | Oekraïne       | 2–0            | 2–0            | EK 2009              |

## Erelijst

### Individueel
- Beste sporter Maastricht: 2006, 2007, 2008
- Topscorer Eredivisie: 2007/08

## Statistieken
| Seizoen | Club         | Land      | Competitie    | Wedstrijden | Doelpunten |
| ------- | ------------ | --------- | ------------- | ----------- | ---------- |
| 2007/08 | Willem II    | Nederland | Eredivisie    | 20          | 20         |
| 2008/09 | Willem II    | Nederland | Eredivisie    | 12          | 10         |
| 2009/10 | Willem II    | Nederland | Eredivisie    | 2           | 1          |
| 2010/11 | Willem II    | Nederland | Eredivisie    | 4           | 1          |
| 2010/11 | WD Lierse SK | België    | Eerste klasse | ?           | 1          |
| Totaal  | Totaal       | Totaal    | Totaal        | ?           | 33         |

1: Geurts ·
2: Bito ·
3: Koster ·
4: Meulen ·
5: Hogewoning ·
6: Hoogendijk ·
7: Kiesel-Griffioen ·
8: Van de Ven ·
9: Melis ·
10: Stevens ·
11: Smit · 12: Brummel · 13: Christ · 14: De Boer · 15: Van den Heiligenberg · 16: Dugardein · 17: Spitse · 18: De Vries · 19: Pieëte · 20: Van Dalen · 21: De Ridder · 22: Van de Sanden · Coach: Pauw